# 비바 프리즈
비바 프리즈는 2006년 11월 8일부터 2007년 2월 8일까지 SBS에서 방영된 예능프로그램이다.

## 기획 의도
학교와 학원에 치여 바쁘게 사는 어린이들을 위한 키즈 버라이어티 쇼이다.